# Universidade Johns Hopkins

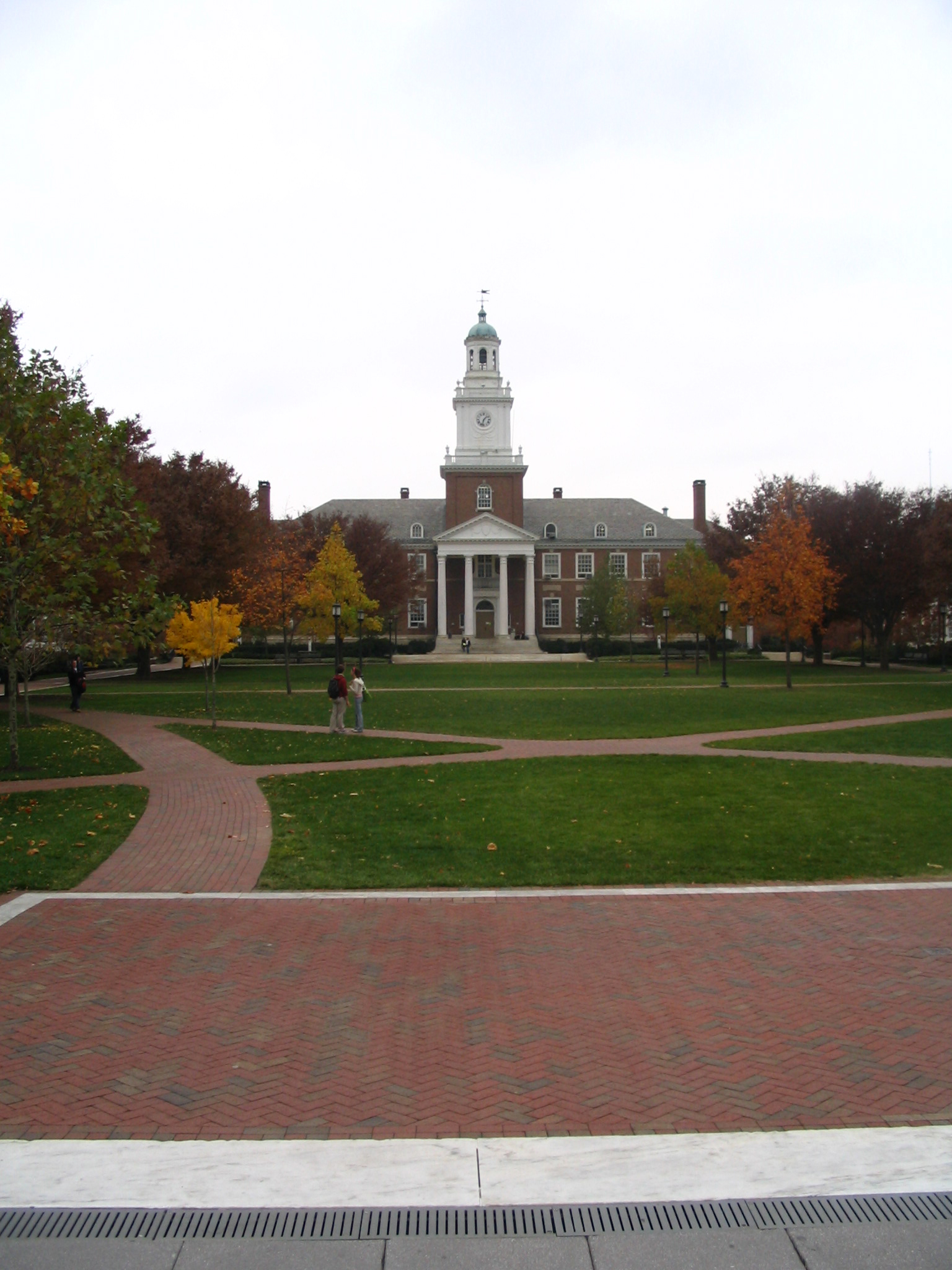
Gilman Hall, Universidade Johns Hopkins

A Universidade Johns Hopkins (Johns Hopkins University ou JHU) é uma instituição de ensino superior privada e sem fins lucrativos, situada em Baltimore, Maryland, Estados Unidos. Foi fundada em 22 de fevereiro de 1875, com base no modelo da Universidade Humboldt de Berlim, que dava grande ênfase à pesquisa acadêmica. Foi a primeira a seguir tal modelo nos Estados Unidos e a instituição oferece cursos de graduação e pós-graduação.
O campus principal está em Baltimore, mas a universidade mantém centros de pesquisa também no exterior, como na Bologna (Itália) e em Singapura.
A JHU é considerada uma das instituições acadêmicas de pesquisa mais importantes do mundo e se alinha entre as universidades de maior prestígio dos Estados Unidos, tendo sido citada pela revista U.S Weekly, em 2007, como uma das três (03) melhores universidades do país.
As faculdades mais importantes são as de economia, engenharia, medicina, música, saúde pública, relações internacionais e educação.
Ela foi idealizada e fundada pelo empresário, filantropo e abolicionista americano Johns Hopkins.

## Destaques
- A JHU coordenou uma pesquisa em 35 países, incluindo o Brasil, e constatou que as organizações sociais sem fins lucrativos empregam 39,5 milhões de pessoas, o equivalente a 6,8% da população economicamente ativa. Estas organizações administram recursos privados para fins públicos, formando o terceiro setor. No Brasil, onde a pesquisa foi coordenada pelo Instituto de Estudos da Religião (ISER), o setor já conta com 1,2 milhão de trabalhadores, 1,5 milhão de voluntários e movimenta R$ 12 bilhões por ano através das mais de 250 mil organizações.
- Em 1999, a JHU coordenou uma pesquisa em 22 países, incluindo o Brasil, e constatou que as organizações sociais sem fins lucrativos haviam movimentado US$ 1,08 trilhão no mundo em 1995 e que só no Brasil o setor voluntário havia movimentado mais de R$ 10,9 bilhões (cerca de US$ 11 bilhões), o equivalente a 1,5% do PIB nacional daquele ano. A pesquisa também indicou que o setor de filantropia havia apresentado um crescimento de 44,38% entre 1991 e 1995.[3]
- Em 2011, a JHU divulgou um novo estudo sobre o voluntariado, feito em 36 países, demonstrando que no mundo todo mais de 140 milhões de pessoas já estavam envolvidas com o terceiro setor.[4]
- Em 2020, durante a pandemia de Covid-19, a JHU tornou-se ainda mais conhecida no mundo todo ao apresentar um mapa detalhado e outras informações sobre a doença praticamente em tempo real. Seus dados foram citados e usados de forma geral, mas também por meios de imprensa importantes, como a BBC e o G1 da Globo. A BBC escreveu em 9 de abril que o portal da JHU estava tendo, na época, 1 bilhão de acessos por dia.[5][6][7]

## Fotos da JHU de Baltimore

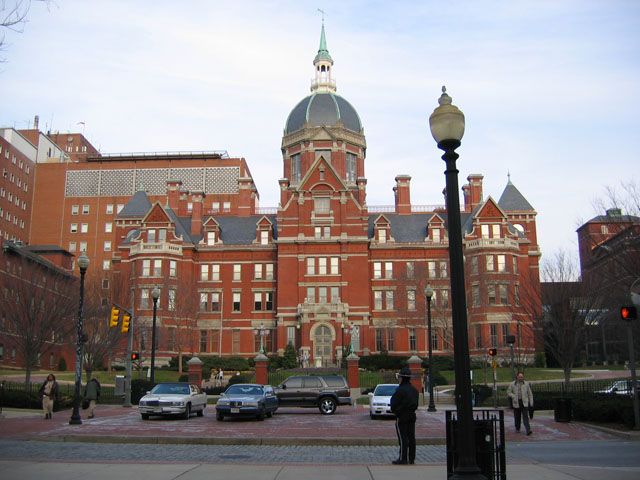
Visão geral da HPU
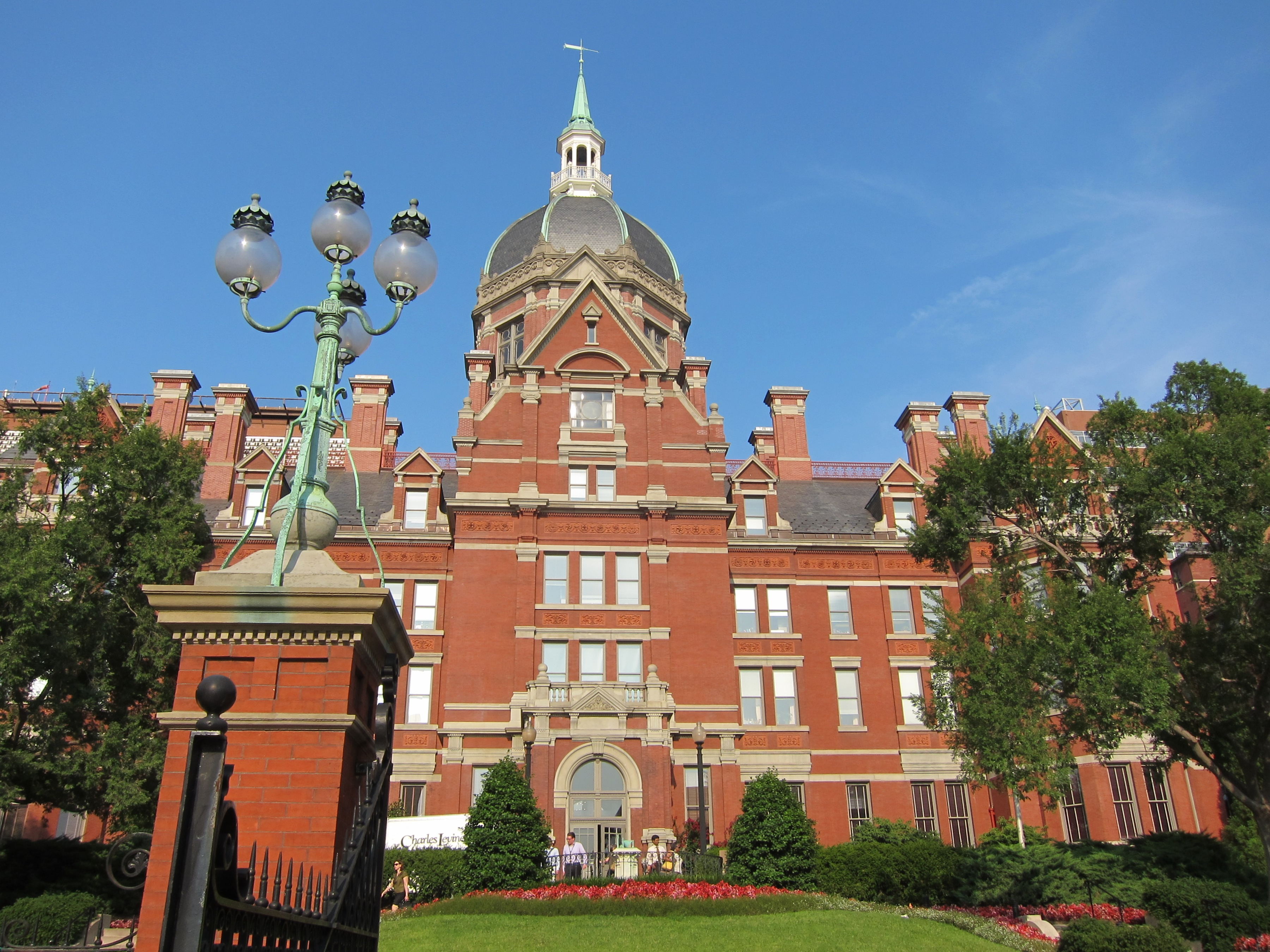
Visão aproximada da JHU
Vista do vitral da Sala de Leituras Hutzler
Vista do vitral da Biblioteca Médica William H. Welch
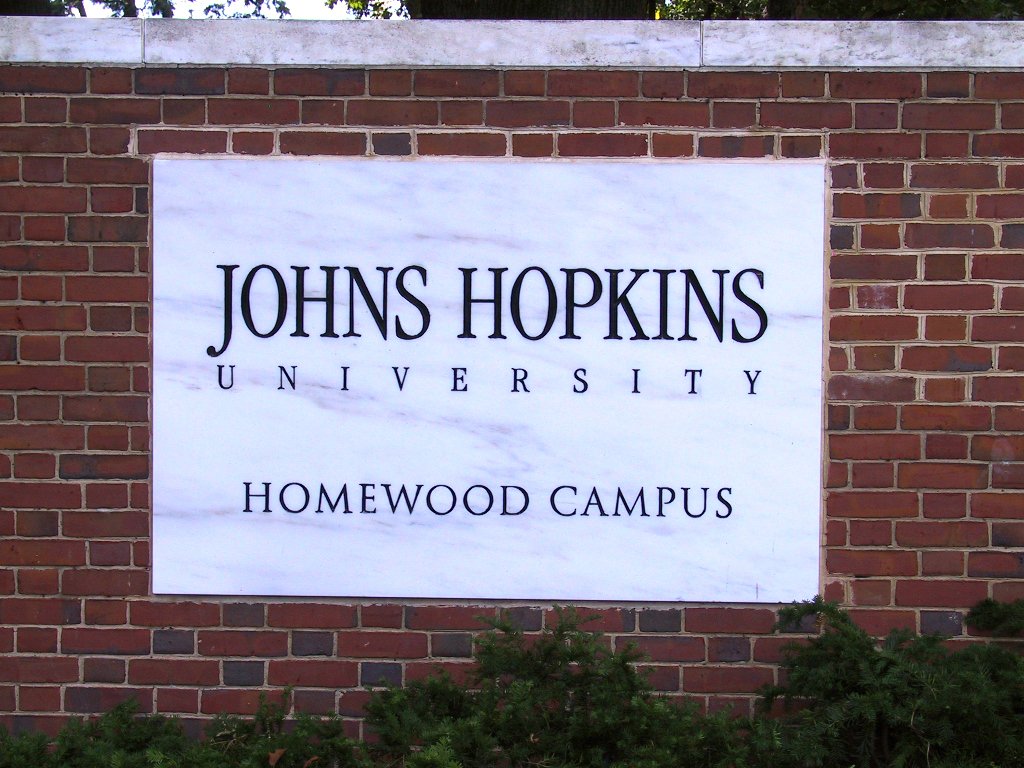
Placa de identificação nos muros da JHU